# Gruppo di NGC 1272
Il Gruppo di NGC 1272 comprende almeno 28 galassie situate nella costellazione di Perseo.
La distanza media tra il centro di massa di questo gruppo e la nostra Via Lattea è di circa 196 milioni di anni luce (60,2 Mpc). Il gruppo di NGC 1272 fa parte dell'Ammasso di Perseo (Abell 426).

## Membri
Le galassie componenti il gruppo, nell'ordine indicato nell'articolo di Garcia del 1993, sono elencate nella tabella sottostante. Nel suo articolo Garcia include anche IC 1907 che è un duplicato di NGC 1278 e identifica quest'ultima con PGC 12405. Si tratta di un errore perché NGC 1278 corrisponde a PGC 12438 ed è molto più lontana delle altre galassie del gruppo di NGC 1272. Invece PGC 12405 appartiene a questo gruppo.
| Nome                 | Classificazione        | Tipo               | RA (J2000.0)  | DEC (J2000.0) | Velocità radiale (km/s) | Magnitudine apparente | Distanza (Mpc) | Dimensioni (kal) |
| -------------------- | ---------------------- | ------------------ | ------------- | ------------- | ----------------------- | --------------------- | -------------- | ---------------- |
| IC 309               | SA0^0(s)               | Lenticolare        | 03h 16m 06.3s | 40° 48′ 16″   | 4699 ± 4                | 13,5                  | 66,9 ± 4,7     | 60               |
| NGC 1272             | E+                     | Ellittica          | 03h 19m 21.3s | 41° 29′ 26″   | 3815 ± 8                | 11,8                  | 53,9 ± 3,8     | 196              |
| NGC 1281             | E5                     | Ellittica          | 03h 20m 06.1s | 41° 37′ 48″   | 4220 ± 2                | 13,3                  | 59,9 ± 4,2     | 68               |
| NGC 1293             | E0                     | Ellittica          | 03h 21m 36.4s | 41° 23′ 34″   | 4173 ± 6                | 13,4                  | 59,2 ± 4,2     | 123              |
| NGC 1334             | S? Pec                 | Spirale            | 03h 30m 01.8s | 41° 49′ 55″   | 4274 ± 6                | 13,2                  | 60,9 ± 4,3     | 101              |
| UGC 2639             | Sab                    | Spirale            | 03h 17m 50.4s | 41° 58′ 03″   | 3778 ± 2                | 14,7                  | 53,4 ± 3,7     | 69               |
| UGC 2672             | Sa?                    | Spirale            | 03h 20m 05.1s | 40° 54′ 22″   | 4191 ± 2                | 14,8                  | 59,5 ± 4,2     | 62               |
| UGC 2673             | S0?                    | Lenticolare        | 03h 20m 01.6s | 41° 15′ 04″   | 4401 ± 2                | 14,4                  | 62,6 ± 4,4     | 121              |
| UGC 2742             | SB(s)bc                | Spirale barrata    | 03h 27m 39.8s | 40° 53′ 49″   | 4464 ± 18               | 14,8                  | 63,6 ± 4,5     | 69               |
| UGC 2752             | S0?                    | Lenticolare        | 03h 29m 01.0s | 40° 49′ 27″   | 4179 ± 94               | 14,7                  | 59,4 ± 4,4     | 118              |
| UGC 2775             | SAB(s)cd?              | Spirale intermedia | 03h 32m 05.6s | 41° 35′ 29″   | 4400 ± 6                | 10,827 ± 0,049A       | 61,5 ± 4,3     | 137              |
| PGC 12166            | S(comp)                | Spirale            | 03h 16m 34.4s | 41° 02′ 51″   | 4037 ± 3                | 12,068 ± 0,048A       | 57,1 ± 4,0     | 38               |
| PGC 12271            | S0?                    | Lenticolare        | 03h 18m 01.8s | 41° 35′ 34″   | 4190 ± 2                | 12,252 ± 0,078A       | 59,4 ± 4,2     | 59               |
| PGC 12272            | Duplicato di PGC 12271 |                    |               |               |                         |                       |                |                  |
| PGC 12296            | S0                     | Lenticolare        | 03h 18m 23.0s | 41° 16′ 08″   | 11310 ± 0               | 11,215 ± 0,207A       | 164 ± 12       | 122              |
| PGC 12319            | S0?                    | Lenticolare        | 03h 18m 38.9s | 41° 40′ 08″   | 4302 ± 2                | 11,965 ± 0,048A       | 61,1 ± 4.3     | 47               |
| PGC 12321 B          | ?                      | ?                  | ?             | ?             | 4548 ± ?                | ?                     | ?              | ?                |
| PGC 12349            | E?                     | Ellittica          | 03h 18m 58.2s | 41° 42′ 09″   | 4217 ± 2                | 11,244 ± 0,045A       | 59,8 ± 4,2     | 78               |
| PGC 12352 C          | ?                      | ?                  | 03h 18m 57.7s | 41° 42′ 11″   | 4293 ± ?                | ?                     | ?              | ?                |
| PGC 12353            | S0?                    | Lenticolare        | 03h 19m 02.4s | 41° 33′ 01″   | 4237 ± 2                | 12,014 ± 0,052A       | 61,1 ± 4,2     | 55               |
| PGC 12354 B          | ?                      | ?                  | ?             | ?             | 4354 ± ?                | ?                     | ?              | ?                |
| PGC 12405 (≠IC 1907) | E?                     | Ellittica          | 03h 19m 34.2s | 41° 34′ 50″   | 4502 ± 2                | 14,22 ± 0,18          | 64,0 ± 4,5     | 24               |
| PGC 12423            | E                      | Ellittica          | 03h 19m 44.6s | 41° 26′ 47″   | 3963 ± 30               | 12,809 ± 0,069A       | 56,1 ± 4,0     | 25               |
| PGC 12459            | E?                     | Ellittica          | 03h 20m 07.2s | 41° 49′ 58″   | 4219 ± 2                | 11,344 ± 0,051A       | 59,9 ± 4,2     | 64               |
| CGCG 540-85          | E                      | Ellittica          | 03h 17m 51.1s | 41° 27′ 03″   | 4377 ± 2                | 14,0                  | 62,2 ± 4,4     | 17               |
| CGCG 540-113         | E?                     | Ellittica          | 03h 21m 20.8s | 41° 27′ 36″   | 4582 ± 2                | 14,1                  | 65,2 ± 4,6     | 75               |
| MCG 7-7-70           | SBR(pec)               | Spirale barrata    | 03h 20m 22.0s | 41° 38′ 37″   | 3905 ± 1                | 14,5                  | 55,3 ± 3,9     | 27               |
| MCG 7-8-11           | S?                     | Spirale            | 03h 27m 59.2s | 39° 54′ 16″   | 4337 ± 14               | 13,48                 | 61,7 ± 4,3     | 56               |

- A Nel vicino infrarosso.
- B Assente nel catalogo NASA/IPAC; su SIMBAD sono indicati solo lo spostamento verso il rosso e la velocità radiale.
- C Il database NASA/IPAC  indica che PGC 12352 è un duplicato di PGC 12349.

Il sito DeepskyLog permette di trovare agevolmente le costellazioni in cui sono situate le galassie; in alternativa si possono utilizzare le coordinate delle galassie per individuarle. Se non altrimenti indicato, le coordinate sono quelle fornite dal sito NASA/IPAC (National Aeronautics and Space Administration / Infrared Processing and Analysis Center).